# Вонлярлярский, Евгений Петрович
Граф Евгений Петрович Вонлярлярский (1813 — 11 (23) ноября 1888) — статс-секретарь, чиновник особых поручений, камергер, тайный советник, почётный опекун.

## Биография
Происходил из рода Вонлярлярских, двоюродный брат А. А. Вонлярлярского. Родился в 1813 году в семье Петра Васильевича (11.06.1778—03.02.1827) и Анны Александровны (урожд. Шупинская; 1792—1815) Вонлярлярских.
После окончания Благородного пансиона при Петербургском университете 17 августа 1829 года поступил на службу. Уже в 1831 году был отмечен годовым жалованьем, в 1833 году — подарком; в 1835 году получил звание камер-юнкера.
В 1846 году ему было присвоено звание камергера. С 30 апреля 1848 по 5 декабря 1855 года был помощником члена Нижегородского цензурного комитета, образованного 2 апреля 1848 года. С 1849 года состоял депутатом дворянского собрания Царскосельского уезда.
В 1850 году по просьбе жителей Смоленска, откуда происходил один из его предков, удачно ходатайствовал перед Николаем I о списании городского долга. Благодарные жители Смоленска преподнесли ему образ небесной покровительницы своего города Смоленской Божией Матери. В том же году в имении Вонлярлярского Поги (ныне здесь размещён пансион «Софийская усадьба») был заложен храм во имя этой иконы.
В апреле 1852 года был произведён в действительные статские советники, 1 января 1860 года — в тайные советники. Был награждён орденами: Св. Владимира 3-й ст. (1851), Св. Станислава 1-й ст. (1853), Св. Анны 1-й ст. (1856).
Скончался 11 (23) ноября 1888 года.
Погребен с женой Натальей в семейной усыпальнице в Смоленской церкви

## Семья
Был женат на дочери графа П. Ф. Буксгевдена Наталье Петровне (1817—1883). Их дети:
- Ольга (?—1870), замужем за внуком барона Г. Жомини Николаем Карловичем (03.04.1837—22.10.1902), который окончил Николаевское кавалерийское училище; был камергером и почётным мировым судьёй в Чебоксарском уезде; у них было пятеро детей: Александра, Аделаида, Николай, Михаил, Евгений.
- Пётр (01.08.1838—03.04.1854), скончался от чахотки;
- Николай (04.11.1841—11.02.1875)
- Александр (11.12.1845—?)
- Екатерина (28.02.1849—?)[9]
- Наталья (1849?—?), замужем за А. М. Черкасским[10].
- Анна (1850—1937), была замужем за Н. А. Звегинцовым, разведена в 1889 году.
- Евгения (19.08.1856—01.03.1887), была замужем за «графом» Пьером-Гастоном Мань де Корветто[фр.] (04.04.1846 — около 1891).